# Freddie Spencer

Freddie Spencer, punog imena Frederick Burdette Spencer (Shreveport, Louisiana, SAD, 20. prosinca 1961.), bivši američki vozač motociklističkih utrka, te motociklistički djelatnik. 

## Uspjesi u prvenstvima
Svjetsko prvenstvo – 500cc
- prvak: 1983., 1985.
- trećeplasirani: 1982.

Svjetsko prvenstvo – 250cc
- prvak: 1985.

AMA – Superbike 
- drugoplasirani: 1981.
- trećeplasirani: 1979., 1980.

AMA – Formula 1 
- trećeplasirani: 1981.

AMA – 250 Grand Prix / 250cc  
- prvak: 1979.

## Vanjske poveznice
- (engl.) motogp.com, Legend Stats / Freddie Spencer
- (engl.) worldsbk.com, Freddie Spencer